# David Horsey (dessinateur)
Pour les articles homonymes, voir David Horsey.
David Horsey, né le 13 septembre 1951 à Evansville, est un dessinateur de presse américain. Diplômé de l'université de Washington (Seattle) et de l'université du Kent (Canterbury), il est dessinateur attitré du Seattle Post-Intelligencer de 1979 à 2011. Il a remporté deux prix Pulitzer du dessin de presse en 1999 et 2003. Depuis 2012, il travaille pour le Los Angeles Times. Ses dessins sont syndiqués dans tous les États-Unis.